# فرمان خودکار
فرمان خودکار (به انگلیسی: Power steering) در وسایل نقلیهٔ موتوری با کاهش نیروی مورد نیاز برای تغییر جهت چرخ‌ها، به راننده این امکان را می‌دهد که با وارد کردن نیروی کمتری به غربیلک فرمان، به هدایت وسیلهٔ نقلیه بپردازد.
فعال‌کننده‌های الکتریکی یا هیدرولیکی، انرژی کنترل‌شده‌ای را به این مکانیزم می‌افزایند تا چرخاندن غربیلک فرمان در سرعت‌های معمول، و تغییر جهت چرخ‌ها در مواقعی که خودرو در حالت توقف کامل قرار داشته، یا در حال حرکت با سرعت کم است، زحمت کمتری را برای راننده به همراه داشته‌باشد. فرمان خودکار همچنین می‌تواند به گونه‌ای طراحی شود که نیروهای وارد شده به چرخ‌های هدایت‌شونده را به‌صورت مصنوعی برای راننده شبیه‌سازی کند.
سامانه‌های هیدرولیکی فرمان خودکار، با استفاده از یک سیلندر هیدرولیک، که جزئی از یک سامانهٔ خودمهار است، به کاهش نیروی مورد نیاز برای تغییر جهت چرخ‌ها کمک می‌کنند. این سامانه‌ها دارای یک اتصال مکانیکی میان غربیلک فرمان و رابط مکانیکی که چرخ‌ها را هدایت می‌کند، هستند. به عبارت دیگر، در صورت ناتوانی سامانهٔ فرمان خودکار (برای کاهش نیروی مورد نیاز)، هدایت چرخ‌ها تنها با استفاده از نیروی بازوی راننده همچنان امکان‌پذیر است.
سامانه‌های برقی فرمان خودکار، برای کمک به هدایت خودرو، به جای سیستم‌های هیدرولیکی، از موتورهای الکتریکی سود می‌برند. به‌طوری که نیروی منتقل شده به فعال‌کننده (در این مورد، موتور الکتریکی)، همانند انواع هیدرولیکی توسط سایر اجزاء سیستم فرمان خودکار کنترل می‌شود.

## تاریخچه
اولین سامانهٔ فرمان خودکاری که بر روی یک خودرو به کار گرفته‌شد، در سال ۱۸۷۶ توسط مردی با نام خانوادگی فیتز بر روی یک خودرو نصب شد. از این فرد اطلاعات بیشتری در دسترس نیست. پس از آن و در سال ۱۹۰۳ چنین سامانه‌ای بر روی یک کامیون ۵ تنی کلمبیا نصب شد و کارکرد آن به این صورت بود که یک موتور الکتریکی جداگانه به راننده کمک می‌کرد تا جهت چرخ‌های جلو را تغییر دهد.
رابرت ئی. توایفوررد، که ساکن پیتسبرگ، پنسیلوانیا بود، در ۳ آوریل سال ۱۹۰۰ میلادی اختراع اولین سیستم چهار چرخ محرک را با نام خود (شماره امتیاز اختراع ۶۴۶٬۴۷۷ در ایالات متحده) به ثبت رساند که در این سیستم برای اولین بار از مکانیزم فرمان خودکار مکانیکی استفاده شده‌بود.
فرانسیس دبلیو. دیویس، که به عنوان مهندس در بخش کامیون‌سازی شرکت خودروسازی پیرس-ارو مشغول به کار بود، همزمان بر روی چگونگی آسان‌تر شدن هدایت وسایل نقلیه تحقیق می‌کرد، و در سال ۱۹۲۶ اولین سیستم فرمان خودکار قابل ساخت را ابداع نموده و شرح داد. دیویس پس از آن به جنرال موتورز پیوست و این سیستم فرمان خودکار تقویت‌شده به‌صورت هیدرولیکی را بهبود بخشید. با این حال این شرکت خودروسازی معتقد بود که هزینه‌های تولید این سیستم بسیار بالا خواهد بود. دیویس بعداً به بندیکس، که یک شرکت قطعه‌سازی برای تولیدکنندگان خودرو بود، وارد شد. در طول جنگ جهانی دوم، نیاز نیروهای نظامی به فرمان‌پذیری آسان‌تر در خودروهای سنگین، التزام ارتش‌های بریتانیایی و آمریکایی به تجهیز خودروهای زره‌پوش و خودروهای مخصوص احیای تانک به یک سیستم کمکی در فرمان را تقویت کرد.
شرکت کرایسلر در سال ۱۹۵۱ و در خودروی کرایسلر ایمپریال، اولین سامانهٔ فرمان خودکاری که در یک خودروی سواری تولید انبوه نصب می‌شد را تحت نام «هیدراگاید» ارائه کرد. این سیستم کرایسلر، بر اساس بعضی از اختراعات دیویس که امتیاز ثبت آن‌ها منقضی شده‌بود، ساخته شده‌بود. در سال ۱۹۵۲، جنرال موتورز مدلی با برند کادیلاک را معرفی نمود که سیستم فرمان خودکار مورد استفاده در آن بر پایهٔ کارهایی که دیویس حدود بیست سال قبل از آن برای این شرکت انجام داده‌بود، ساخته شده‌بود.
چارلز اف. هموند اهل دیترویت، در سال ۱۹۵۸ چندین اختراع جهت بهبود فرمان‌های خودکار را از طریق اداره مالکیت معنوی کانادایی به ثبت رساند.

## سامانه‌های هیدرولیکی

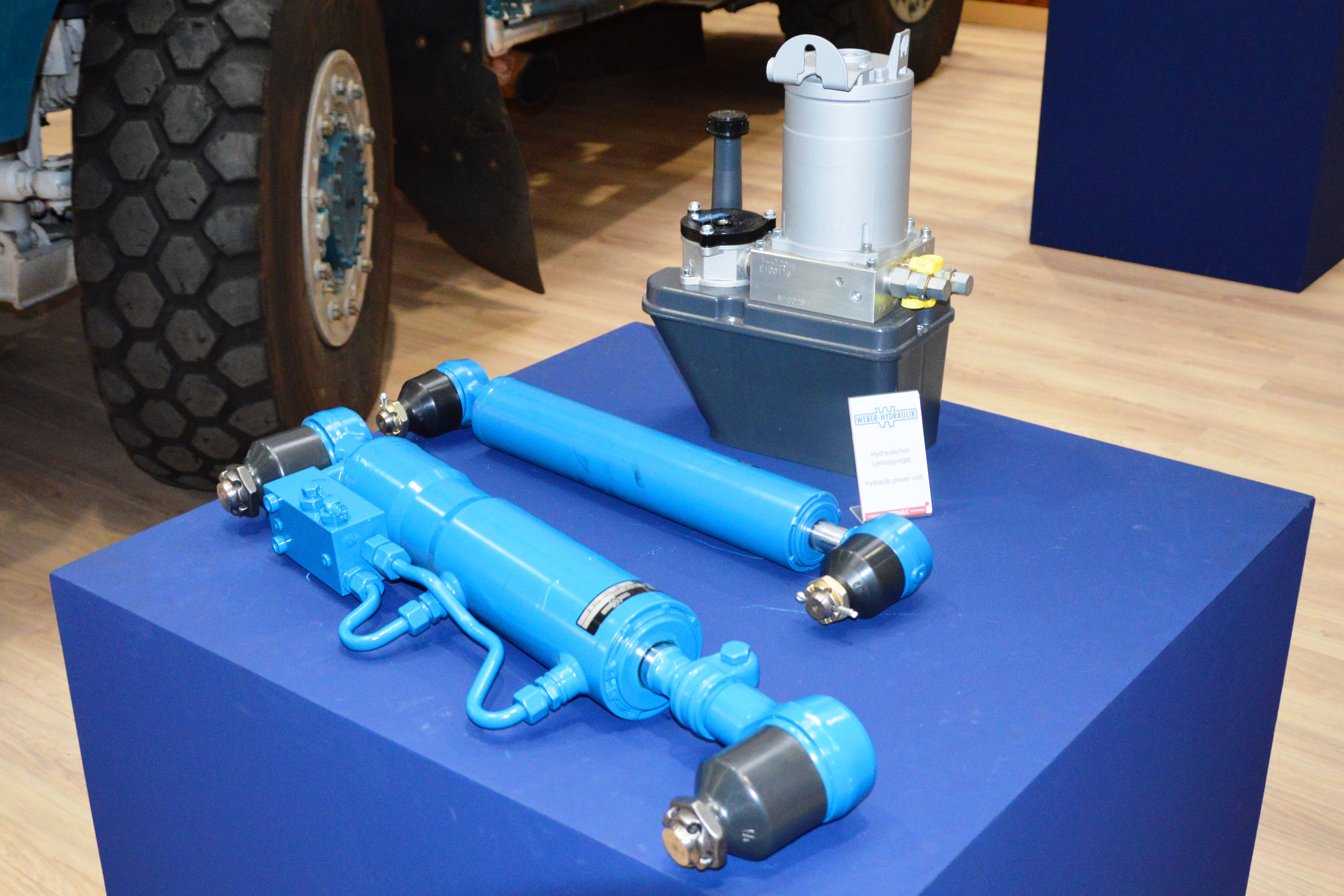
بخش‌های یک سیستم فرمان خودکار هیدرولیکی

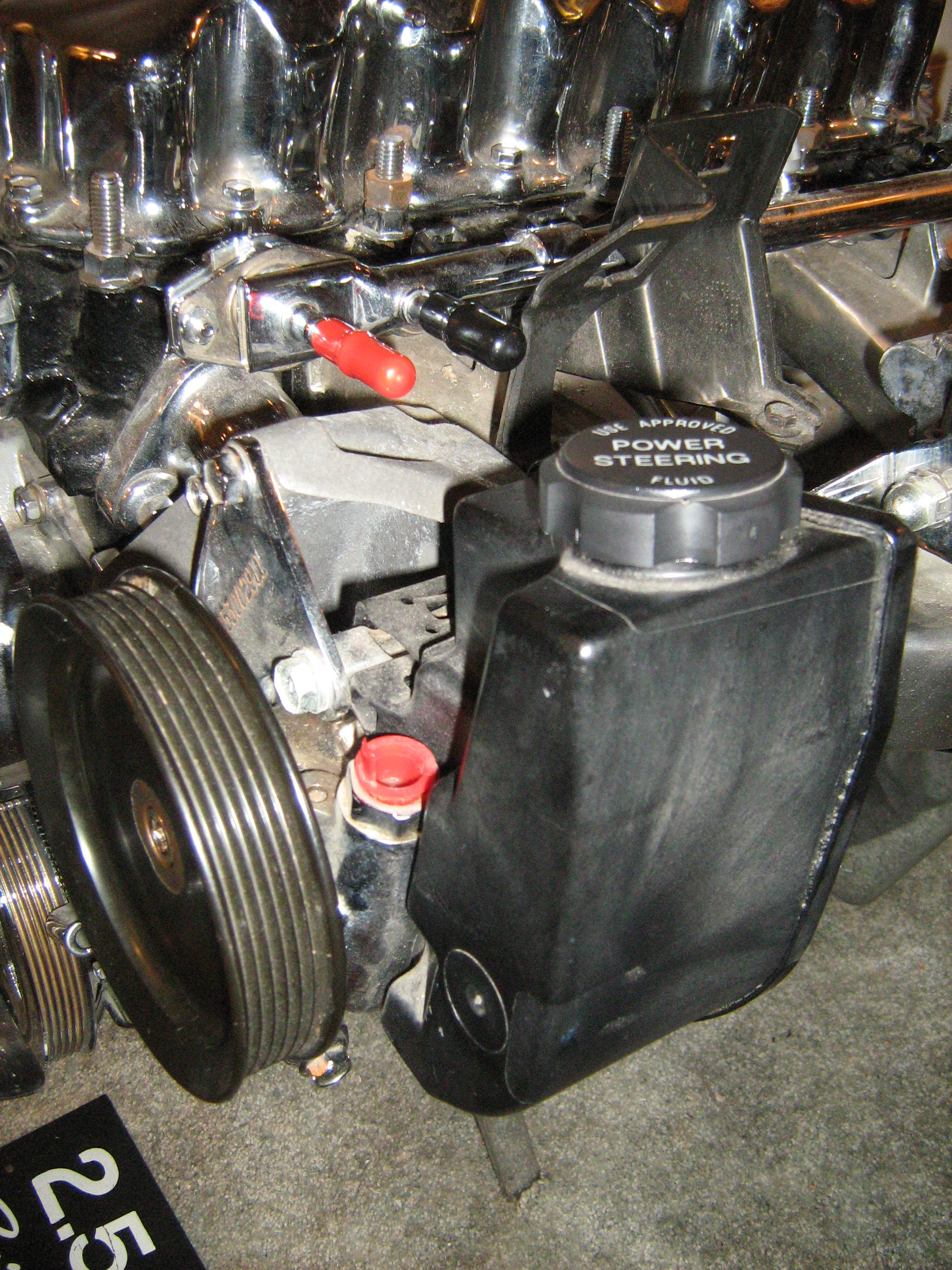
مخزن مایع هیدرولیک و پمپ هیدرولیک که به واسطهٔ پولی به حرکت درمی‌آید

### ساختار
ساختار سامانه‌های هیدرولیکی فرمان خودکار به‌طور کلی مشابه سیستم‌های عادی است. با این تفاوت که سیستم‌های هیدرولیکی علاوه بر ساختار اولیه، از قطعات و بخش‌های دیگری نیز برای تأمین نیروی کمکی بهره‌مند هستند.

#### پمپ هیدرولیک
پمپ هیدرولیک فرمان در خودروها، در بخش جانبی موتور خودرو، و به‌طور معمول در کنار دینام و کمپرسور تهویه مطبوع قرار می‌گیرد. این پمپ از طریق یک مکانیزم تشکیل شده از تسمه و پولی به حرکت درآمده و سیال هیدرولیک را از داخل یک مخزن، با فشار به داخل مجراهای فشار و سپس به بخش سوپاپ چرخشی می‌فرستد.

#### سوپاپ چرخشی
این سوپاپ، که در واقع یک لولهٔ فلزی است، مستقیماً به غربیلک فرمان متصل بوده و کارکرد آن اینگونه است که در صورت قرار گرفتن فرمان در حالت اولیه، سیال هیدرولیک را به سمت پمپ برمی‌گرداند و در حالت چرخش فرمان، این سوپاپ باز شده و اجاز عبور و جریان یافتن مایع در لوله‌های فشار و رسیدن آن به یکی از محفظه‌های هیدرولیک را می‌دهد.

#### محفظه هیدرولیک
این محفظه که بر روی جعبه فرمان قرا می‌گیرد، از دو بخش (چپ و راست) تشکیل شده‌است که توسط یک پیستون هیدرولیک از یکدیگر جدا شده‌اند. بر پایهٔ معادله برنولی، هنگامی که در یکی از بخش‌های این محفظه مایع بیشتری موجود باشد، تفاوت فشار میان طرفین محفظه ایجاد شده و فشار سیال هیدرولیک، پیستون را به سمت بخش مخالف که دارای مایع کمتری است، حرکت داده و باعث به حرکت درآمدن شفت فرمان، که از دو طرف به چرخ‌های خودرو متصل است، می‌شود. این عمل در نهایت به تغییر جهت چرخ‌ها منجر می‌شود.

### نقاط ضعف سیستم هیدرولیکی
- نیروی کم در حالت سکون: برای تغییر جهت چرخ‌ها در حالت سکون به نیروی بیشتری نیاز است؛ با این حال در حالت توقف کامل خودرو، موتور گشتاور کمتری تولید کرده و در نتیجه پمپ هیدرولیک با سرعت کمتری به حرکت درمی‌آید و فشار کمتری به سیال هیدرولیک وارد می‌کند. این موضوع باعث می‌شود تا نیروی کمکی کمتری برای چرخش چرخ‌ها تولید شود.
- نیروی زیاد در سرعت‌های بالا: در صورت حرکت با سرعت‌های بالا، موتور خودرو با سرعت بیشتری پمپ را به حرکت درمی‌آورد و این باعث تولید نیروی بیشتر توسط پمپ می‌شود. در حالی که برای تغییر جهت چرخ‌ها در سرعت‌های بالا، به نیروی کمتری نیاز است.
- هدر رفتن انرژی و افزایش مصرف سوخت در حرکت مستقیم: در صورت حرکت در یک مسیر مستقیم، راننده نیازی به استفاده از فرمان و سیستم کمکی هیدرولیکی ندارد. با این حال پمپ هیدرولیک همچنان به موتور متصل بوده و باعث افت توان، هدر رفتن انرژی و افزایش مصرف سوخت موتور می‌شود.
- افت فشار مایع: با توجه به طبیعت سیالات که تمایل به خروج از فضاهای بسته و تحت فشار دارند، شایع‌ترین نقصی که در سیستم‌های هیدرولیکی بروز می‌کند، نشت مایع از مجراها و بخش‌های مختلف سامانه است. این نقص معمولاً در بخش پمپ هیدرولیک یا جعبه فرمان رخ می‌دهد.[۱۴]

## سامانه‌های برقی

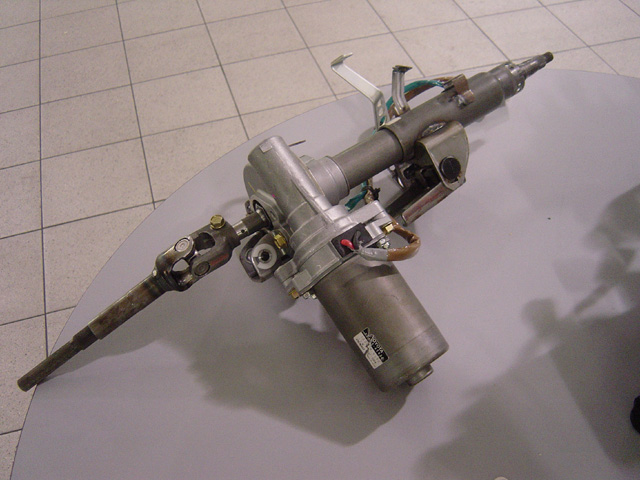
سیستم فرمان خودکار برقی تویوتا پریوس

### پیش‌زمینه
سامانه‌های فرمان خودکار مبتنی بر نیروی هیدرولیک، پس از مقاومت هوا و اصطکاک سطح مسیر، بیشترین تأثیر را بر هدر رفتن انرژی و افزایش مصرف سوخت خودروها دارند و در مقایسه با سیستم تهویه مطبوع خودرو، به انرژی بیشتری نیاز دارند. در اوایل دههٔ ۲۰۰۰ میلادی و با توجه به افزایش مصرف سوخت همزمان با افزایش بهای آن، خودروسازان و خریداران خودرو در پی یافتن راهی برای کاهش هزینه‌های انرژی خودروها بودند و این موضوع به پیدایش سیستم‌های فرمان خودکار مبتنی بر کنترل الکترونیکی فرمان منجر شد. این نوع از فرمان خودکار در دههٔ ۲۰۱۰ به فناوری منتخب خودروسازانی بدل شد که به دنبال کاهش مصرف سوخت و آلاینده‌های CO2 خروجی موتور خودروهای خود بودند. بر اساس تحقیق انجام گرفته توسط واحد تحقیقاتی وبگاه جاست-اتو با نام کیوب, ۳/۴ از خودروهای سبک موجود در جهان تا سال ۲۰۱۵ به این نوع فرمان مجهز شده و پیش‌بینی می‌شود که تا سال ۲۰۲۳ این میزان به ۸۸٪ از مجموع خودورها برسد. یکی از دلایل محبوبیت فرمان خودکار برقی، افزایش فروش خودروهای هیبرید و الکتریکی است که نیازمند یک سیستم فرمان الکتریکی در حالت حرکت با نیروی برق هستند. از سوی دیگر، با توجه به تطبیق‌پذیری این نوع فرمان، می‌توان در خودروهای غیر هیبرید نیز از آن استفاده‌کرد. با این حال، به گفتهٔ متیو بیکام، یکی از محققان کیوب، سیستم‌های هیدرولیکی نیز به‌طور کامل کنار گذاشته نخواهند شد. چرا که هزینه‌های تولید سیستم‌های برقی بیشتر از نوع هیدرولیکی است.

### ساختار

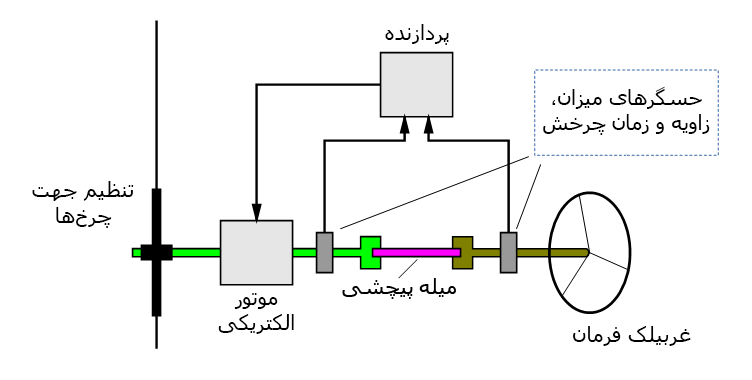
نمودار شماتیک نحوه عملکرد فرمان خودکار برقی

در فرمان‌های خودکار برقی از یک موتور الکتریکی نصب‌شده بر روی ستون فرمان یا جعبه فرمان استفاده می‌شود که با وارد کردن گشتاور به ستون فرمان، به راننده در چرخاندن غربیلک فرمان کمک می‌کند. حسگرهای این سامانه هرگونه گشتاور وارده از سوی راننده و موقعیت لحظه‌ای غربیلک فرمان را شناسایی کرده و ماژول کنترل، گشتاور تولیدی خود و جهت چرخ‌ها را بر اساس اطلاعات این حسگرها تنظیم کرده و با استفاده از موتورهای برقی نصب‌شده بر روی شفت فرمان، چرخ‌های خودرو را به جهت موردنظر هدایت می‌کند. در صورتی که راننده فرمان را در حالت صاف و مستقیم نگه دارد، نیروی کمکی این سیستم غیرفعال خواهد شد.

### عملکرد
با توجه به اینکه این نوع از سامانهٔ فرمان خودکار به صورت الکترونیکی و توسط رایانه کنترل می‌شود، طراحان و مهندسان می‌توانند آن را برای حالت‌ها و موقعیت‌های مختلف برنامه‌ریزی کنند. به عنوان مثال، در زمان پارک کردن خودرو، موتورهای الکتریکی این سامانه بیشترین گشتاور را تولید می‌کنند تا تغییر جهت چرخ‌ها آسان‌تر صورت پذیرد، اما در سرعت‌های بالا در بزرگراه‌ها و جاده‌ها، علاوه بر کاهش نیروی کمکی برای افزایش پایداری خودرو، مقاومتی که توسط این سامانه به سیستم فرمان وارد می‌شود، از تغییر جهت ناگهانی و بیش از حد خودرو جلوگیری می‌کند. از دیگر قابلیت‌های فرمان خودکار برقی می‌توان به قابلیت همگام‌سازی با سامانهٔ ماندن در مسیر، که در آن دوربین‌ها و حسگرهای لیزری علائم مسیر را تشخیص داده و در صورت خروج از مسیر، با کمک فرمان، خودرو را به مسیر اصلی بازمی‌گردانند، اشاره کرد.